# КТМ/КТП-1
КТМ-1 — радянський односторонній моторний високопідлоговий трамвайний вагон. Абревіатура «КТМ» розшифровується як «Кіровський трамвай моторний», оскільки вагони випускалися на Усть-Катавському вагонобудівному заводі імені С. М. Кірова. КТП-1 — радянський односторонній причіпний двовісний високопідлоговий трамвайний вагон. Абревіатура «КТП» розшифровується як «Кіровський трамвай причіпний». У КТП був корпус КТМ-1 з невеликими конструктивними змінами у зв'язку з відсутністю тягових електродвигунів, керуючого ними обладнання та кабіни водія.
З технічної точки зору конструкція КТМ-1 поєднувала в собі як прогресивні (наприклад, суцільнометалевий зварний несучий кузов), так і консервативні (безпосередня система керування і відсутність візка) рішення. Усть-Катавський вагонобудівний завод випускав вагони цього типу з 1947 року, завершив випуск в 1961 році, замінивши на більш сучасні моделі КТМ/КТП-2.

## Історія
До 1941 р. Усть-Катавський вагонобудівний завод випускав двовісні трамвайні вагони — 
моторний Х і причіпний М. У період Великої Вітчизняної війни розвиток вагонобудування припинився . У 1947 р. були розроблені нові типи двовісних вагонів для заміни морально застарілих трамваїв довоєнних серій — моторний КТМ-1 і причіпний КТП-1, конструкція яких суттєво відрізнялася від довоєнних. Нові трамвайні вагони були пристосовані для використання того нечисленного механічного та електричного обладнання, яке випускалося в країні одразу після закінчення війни. Вагони були розраховані на експлуатацію як одиночних, так і у складі двовагонного та тривагонного поїздів. Конструкції кузовів моторного та причіпного вагонів здебільшого були уніфіковані для здешевлення виробництва та ремонту. Однією з основних відмінностей від довоєнних вагонів був суцільнометалевий несучий кузов. У той же час вони були двовісними та призначалися для експлуатації за схемою «моторно-причіпною». Пізніше від двовісних трамваїв відмовилися, а замість поїздів з моторного та причіпного вагонів на ділянках з великим пасажиропотоком стали використовувати зчленовані трамваї та трамваї, що працюють за системою багатьох одиниць. Проте технічні анахронізми не були помилкою радянських інженерів. Адже КТМ/КТП-1 мав бути використаний у трамвайних господарствах зі слабкою ремонтною базою (оскільки війна завадила модернізації технічного оснащення багатьох господарств), для яких експлуатація трамваїв більш сучасної конструкції була б досить проблематичною. Також багато господарств мали зношені колії, які унеможливлювали експлуатацію більш важких трамваїв. У той же час на лініях з невеликими пасажиропотоками двовісні вагони ще могли справлятися зі своїми завданнями.
Випуск дослідних поїздів КТМ/КТП-1 почався на Усть-Катавському трамвайному заводі в грудні 1947 року. У наступному році завод приступив до серійного випуску.
Потяги КТМ/КТП-1 стали виводитися з експлуатації у середині 1970-х років. Найдовше вони пропрацювали в Запоріжжі — до 1987 року. Деякі КТМ-1 були переобладнані у службові трамваї.

## Технічні особливості

### Кузов
Кузови вагонів КТМ-1 і КТП-1 мали металевий каркас і несучу підвіконну балку. Вони були жорстко пов'язані із рамою. Конструкція з каркасом, що несе, дозволила зменшити вагу кузова. Каркас складався з п'яти збірних секцій: переднього майданчика, заднього майданчика, середньої частини даху та двох бічних панелей. Секції з'єднувалися між собою електрозварюванням. 

Міжвіконні та підвіконні стійки каркаса мали П-подібний переріз. Стійки виконувалися з листової сталі товщиною 2,5 мм. Підвіконні та надокінні пояси облицьовувалися профільованим листом товщиною 1,5 мм. Для кріплення гумової окантовки глухого вікна до міжвіконних стояків у нижній частині приварювалися таврики; для спрямування підйомної рамки до стійок у верхній частині приварювалися косинці.
Дах складався з дуг омегоподібного профілю (Ω), полиця профілю дуги була звернена всередину кузова. Поздовжні елементи, що обв'язують дахові дуги, мали коритний переріз. Зовнішня бічна підвіконна обшивка виконувалася зі сталі завтовшки 2,5 мм. Обшивка, розташована між колісними парами, була знижена і закривала обладнання під вагоном. Для огляду компресора у обшивці було зроблено люк. Обшивка на криволінійній поверхні даху була виконана із сталевого листа завтовшки 1,5 мм. У середній плоскій частині дах був обшитий фанерою. Внутрішня підвіконна обшивка та стеля кузова обшивались клеєною березовою фанерою завтовшки 5 мм. Фанера кріпилася гвинтами до дерев'яних деталей стійок та дуг. Стійки та поздовжні пояси всередині кузова облицьовувалися дубовими штабиками. Підлога кузова була зроблена з дерев'яних соснових дощок товщиною 30 мм. 

З одного боку салону кузова було встановлено вісім двомісних диванів, з другого — вісім одномісних. Частина вагонів мала шістнадцять одномісних диванів. Дивани — дерев'яні сидіння з дерев'яними спинками. Біля входів та виходів були встановлені металеві поручні. Усередині салону були зроблені поручні для пасажирів, що стояли. На даху кузова встановлювалися вентиляційні козирки, з'єднані каналами із салоном. Моторний та причіпний вагон мали по 12 бічних вікон салону, передні, задні та бічні вікна в кабіні водія, останні з підйомною рамою. Верхні половини бічних вікон салону підйомні, нижні — глухі, передні вікна — глухі. Двері — чотиристулкові, тільки з правого боку (оскільки трамвай був виконаний одностороннім). Привід дверей — пневматичний. Опалення салону відсутнє. Кабіна водія опалювалася електропечами.
З'єднання вагонів у поїзд здійснювалось тяговим буфером із головкою типу «рукостискання».

### Ходова частина
Трамвай був призначений для широкої російської колії (1524 мм), проте в Ростові-на-Дону КТМ/КТП-1 були переобладнані для європейської колії (1435 мм).
Вагони КТМ/КТП-1, на відміну від довоєнних Х/М, не мали візків. Колісні пари через букси та напівеліптичні ресори підвішувалися безпосередньо до рами кузова (у вагонів Х/М був неповоротний двовісний візок із жорсткою базою). Мотори марки ДК-254А потужністю 50 кВт використовувалися як тягові двигуни. Передача від моторів до осей моторного вагона здійснювалася за допомогою валів карданних через двоступінчасті редуктори. На відміну від довоєнних вагонів, підвіска тягових двигунів була не опорно-осьовою, а опорно-рамною. Такий спосіб підвіски хоч і ускладнював тягову передачу, але знижував безпружинні маси і ударні навантаження на тяговий двигун.

### Гальмівна система
Моторний вагон КТМ-1 мав три системи гальм:
- службове — пневматичне,
- запасне — ручне,
- екстрене — електричне.

Причіпний вагон КТП-1 мав дві системи гальм: 

- службове — пневматичне,
- запасне — ручне.

На моторному та причіпному вагонах було застосовано колодково-дискове гальмо. Цікавою особливістю конструкції було зростання натискання на гальмівні колодки в міру їхнього зносу.

Пневматичне гальмо — прямодіючого типу, з пристосуванням для автоматичного загальмовування причіпних вагонів при розриві поїзда. 

Ручне гальмо було запасним і працювало за допомогою гальмівної колонки. У моторному вагоні колонка ручного гальма була встановлена в кабіні водія, а причіпному — біля місця кондуктора біля задніх дверей. Гальмування здійснювалося обертанням маховика за годинниковою стрілкою спеціальною рукояткою, при цьому натягувався сталевий ланцюг, з'єднаний з гальмівною важільною системою вагона. Для розгальмовування необхідно було натиснути на педаль для звільнення собачки храповика, що стопорить шестерні гальмівної колонки. При цьому важкий маховик починав швидко обертатися проти годинникової стрілки і міг своєю рукояткою завдати серйозних травм.

### Електричне обладнання
Струм з контактного дроту приймався дуговим струмоприймачем — бугелем. Для захисту від грозових розрядів у силовий ланцюг був включений громовідхильник дугового типу ДГ-2, розташований на даху вагона. Захист силового ланцюга від перевантажень і коротких замикань виконувався автоматично вимикачем АВ-1 — Б2, розташованим у кабіні водія. Управління тяговими двигунами здійснювалося кулачковим контролером типу МТ-22 з безпосереднім керуванням. На вагонах перших серій встановлювався контролер МТ-1А з вісьмома позиціями, потім був прийнятий контролер МТ-22 з дванадцятьма позиціями. 

На вагонах з контролерами МТ-1А встановлювалися пускові опори КФ-3А-5, а на вагонах з контролерами МТ-22 — пускові опори КФ-ЗА-2. Опір розташовувався на даху вагона. На перших серіях вагонів застосовувалися тягові двигуни ДК-253Б, потім було прийнято двигуни ДК-254А. Два двигуни підвішувалися під вагоном до рами, підвіска — незалежна, вал двигуна розташовувався паралельно до поздовжньої осі вагона. Приєднання двигуна до силового ланцюга здійснювалося через моторні коробки СК-9А, закріплені на рамі вагона. 

Двигун-компресор Е-300 підключався до вимикача ВУ-3 через електропневматичний регулятор АК-5А. Двигун був підвішений під заднім майданчиком до рами вагона. Розподільний щит РЩ-38 підключався до струмопідвідного дроту через вимикач ВУ-3. Щит РЩ-38 розташовувався у кабіні водія. На більшій частині вагонів замість такого щита в кабіні водія на задній стінці встановлювалися шість вимикачів ВУ-3 для освітлення моторного та причіпного вагонів, опалення та включення мотор-компресора.
Для опалення кабіни водія було передбачено електропечі. Увімкнення печей здійснювалося вимикачем на щиті. Для внутрішнього освітлення моторного та причіпного вагонів у них було встановлено по вісім ламп розжарювання. Електричне з'єднання мережі освітлення моторного та причіпного вагонів проводилося гнучким проводом зі штепселями штирьового типу, які зазвичай застосовуються на трамвайних вагонах.

### Пневматичне обладнання
Для приведення в дію гальмівної системи трамвайного вагона, пісочниць, дверей, запобіжників сітки, склоочисників та дзвінка водія у трамваях КТМ/КТП-1 використовувалося стиснене повітря. Для подачі стисненого повітря застосовувався компресор із електричним двигуном.

Мотор-компресор засмоктував повітря через фільтр і подавав стиснене повітря через масловідділювач і зворотний клапан у два запасні резервуари. Електропневматичний регулятор підтримував тиск стиснутого повітря у визначених межах. При тиску 6,2 атмосфери регулятор вимикав компресор, а при тиску 4,5 атмосфери вмикав. Запобіжний клапан на резервуарі не дозволяв перевищувати допустимий тиск. Робочий резервуар з'єднувався із запасними резервуарами через редукційний клапан, який автоматично підтримував тиск 4,5 атмосфери у робочому резервуарі.

Кран машиніста з'єднувався з трьома трубами: P, T1, Н, — і циліндрами, які діяли запобіжну сітку. До крана машиніста було приєднано шумоглушник, що зменшує шум при випуску стисненого повітря в атмосферу.

Труба Р з'єднувалася з робочим резервуаром і клапаном автоматичного гальмування. Крім того, до труби Р були приєднані циліндри, що приводять у дію пісочниці, вібратор пневматичного дзвінка, крани та циліндри склоочисників. Приведення в дію пісочниць та пневматичного дзвінка проводилося водієм, який натискав ногою на клапан, виконаний у вигляді педалі. Склоочисники включалися та вимикалися водієм за допомогою вентилів, встановлених у кабіні водія.

Труба Н (напірна) призначена для автоматичного гальмування, що відбувається при відриві причіпного вагона. Труба Н була з'єднана з краном машиніста та відповідною трубою подвійного міжвагонного з'єднання, скріпленого зі штуцером.

Труба Т1 була гальмівною, була безпосередньо з'єднана з гальмівним циліндром моторного вагона і через клапан зі штуцером. Штуцер з'єднував за допомогою двопровідного рукава пневматичну систему моторного та причіпного вагонів.

Внутрішній рукав між вагонним з'єднанням був приєднаний до труби Н, зовнішній рукав — до труби Т2.

У кабіні водія було встановлено два манометри. Перший манометр показував тиск у запасних резервуарах, другий — тиск у робочому резервуарі.

Пневматична система причіпного вагона складалася з резервуару для автоматичного гальмування та подачі повітря для дверних циліндрів, гальмівного циліндра та клапана автоматичного гальмування.

Гальмівна труба Т2 та резервуар для автоматичного гальмування були з'єднані з гальмівним циліндром через клапан автоматичного гальмування.

## Поширення
КТМ/КТП-1 працювали в багатьох містах, тому простіше вказати міста, в яких цих трамваїв не було. У РРФСР цими містами були Златоуст, Коломна, Курськ, Ленінград, Москва, Ногінськ, Смоленськ, Свердловськ, Калінінград (через вузьку колію). В УРСР їх не було в Житомирі, Вінниці, Євпаторії і в Львові через вузьку колію.

## Особливості експлуатації
У Ростові-на-Дону дуги використовувалися штанги. У Бійську, Ярославлі (а можливо, і в інших містах) на початку 1970-х років бугельні струмоприймачі були замінені пантографами.

## Переваги та недоліки вагона
Переваги:
- малий негативний вплив на рейковий шлях,
- простота обслуговування та ремонту,
- вдала конструкція вагона,
- висока якість складання,
- невелика маса вагона,
- високі динамічні властивості,
- ергономічне розташування елементів керування на посту водія,
- сучасний дизайн.

Недоліки:
- низький рівень комфорту (дерев'яні сидіння, слабке освітлення, відсутність опалення салону),
- мала місткість,
- погана звукоізоляція салону (це було особливо помітно через шумний компресор),
- незручне планування салону.

## Основні технічні характеристики
| № п/п |                                           | Моторний вагон | Причіпний вагон |
| ----- | ----------------------------------------- | -------------- | --------------- |
| 1     | Довжина вагона (за обшивкою)              | 9760 мм        | 9460 мм         |
| 2     | Довжина вагона по відбійним буферам       | 9940 мм        | 9640 мм         |
| 3     | Ширина вагона за зовнішнім габаритом.     | 2500 мм        | 2500 мм         |
| 4     | База вагона                               | 3400 мм        | 3400 мм         |
| 5     | Висота від головки рейки до верху підлоги | 830 мм         | 830 мм          |
| 6     | Висота від головки рейки до верху даху    | 3055 мм        | 3055 мм         |
| 7     | Висота від підлоги до стелі               | 2170 мм        | 2170 мм         |
| 8     | Висота першої сходинки                    | 350 мм         | 350 мм          |
| 9     | Кількість ступенів                        | 2              | 2               |
| 10    | Ширина дверного отвору                    | 720 мм         | 720 мм          |
| 11    | Діаметр колеса                            | 780 мм         | 780 мм          |
| 12    | Діаметр шийки осі                         | 95 мм          | 95 мм           |
| 13    | Кількість місць для сидіння               | 16             | 15              |
| 14    | Кількість місць для стояння               | 100            | 108             |
| 15    | максимальна швидкість                     | 40 км/год      | -               |
| 16    | Тара вагона                               | 12,5 т         | 8 т             |

## КТМ/КТП-1, що збереглися

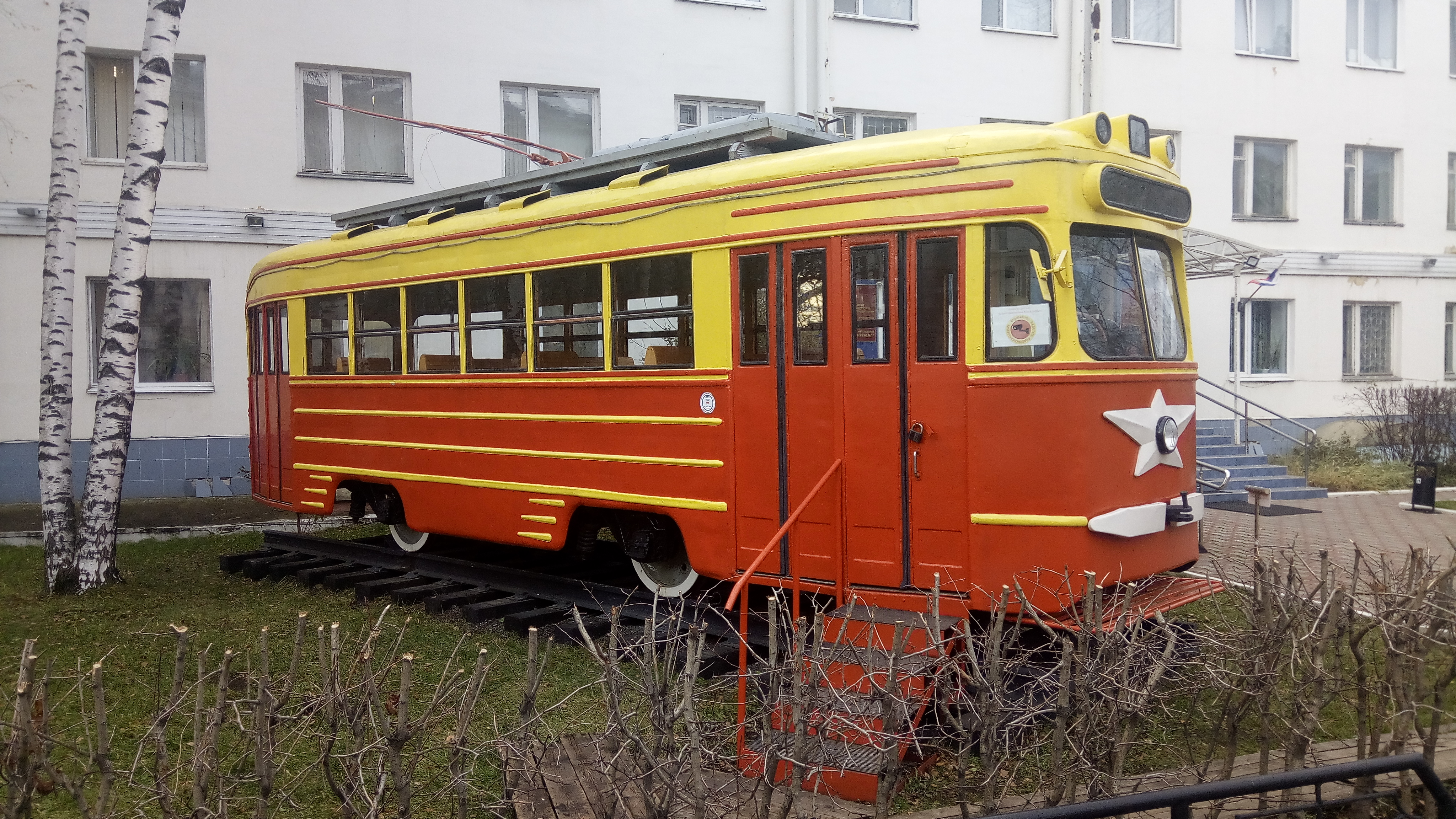
КТМ-1 в ролі пам'ятника, Перм. Вид справа, на двері
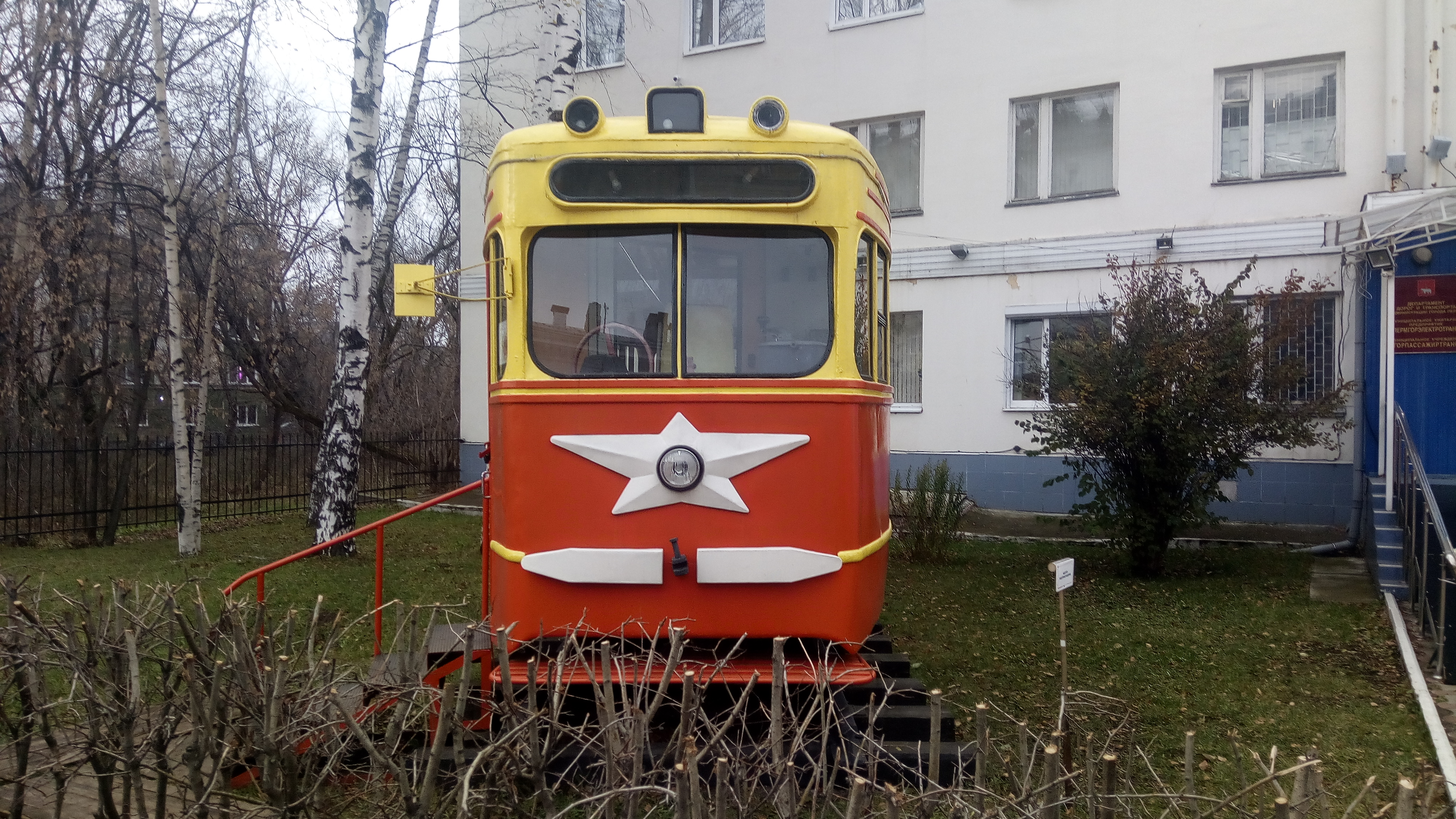
КТМ-1 в ролі пам'ятника, Перм. Вид спереду
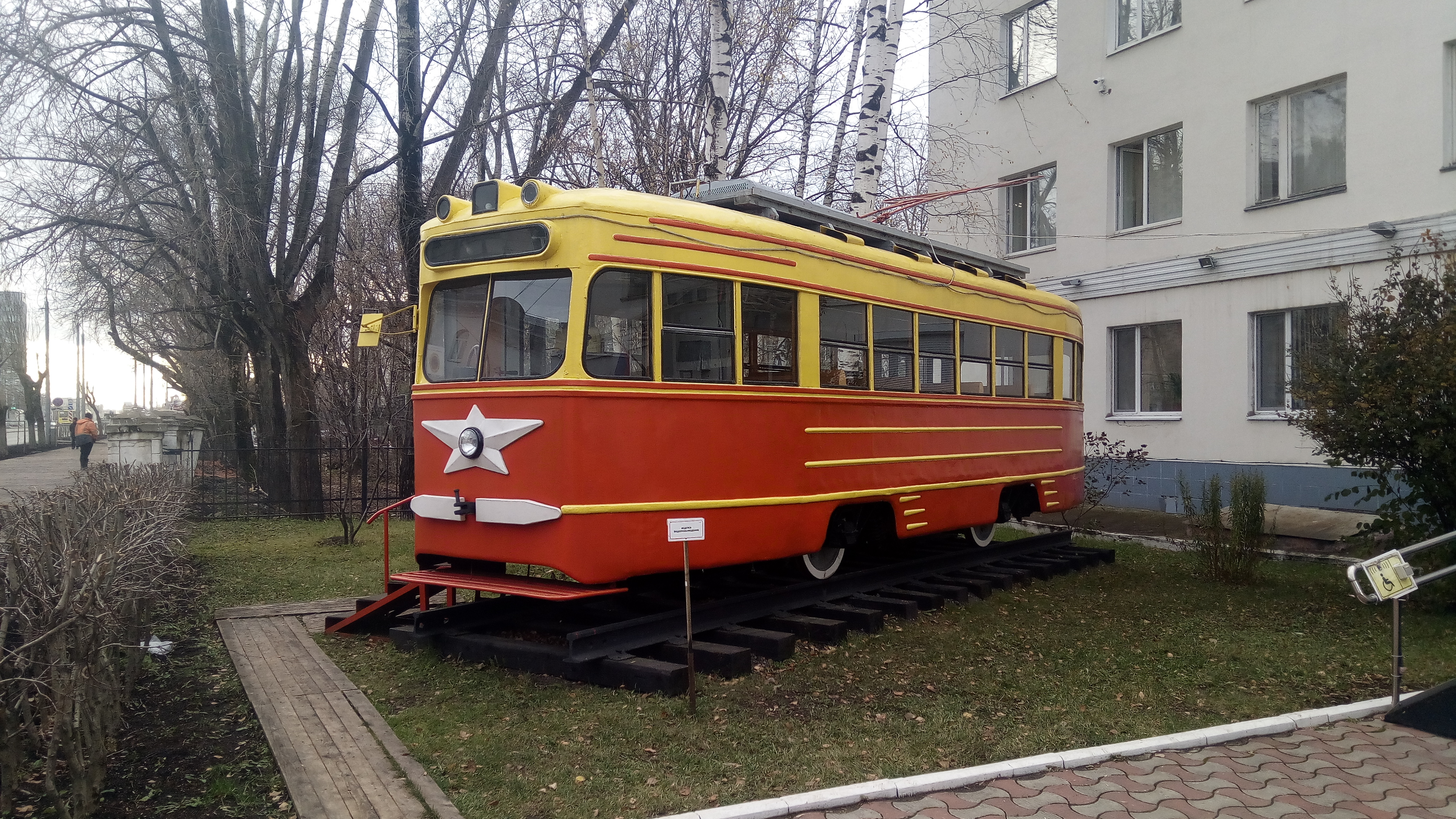
КТМ-1 в ролі пам'ятника, Перм. Вид зліва.

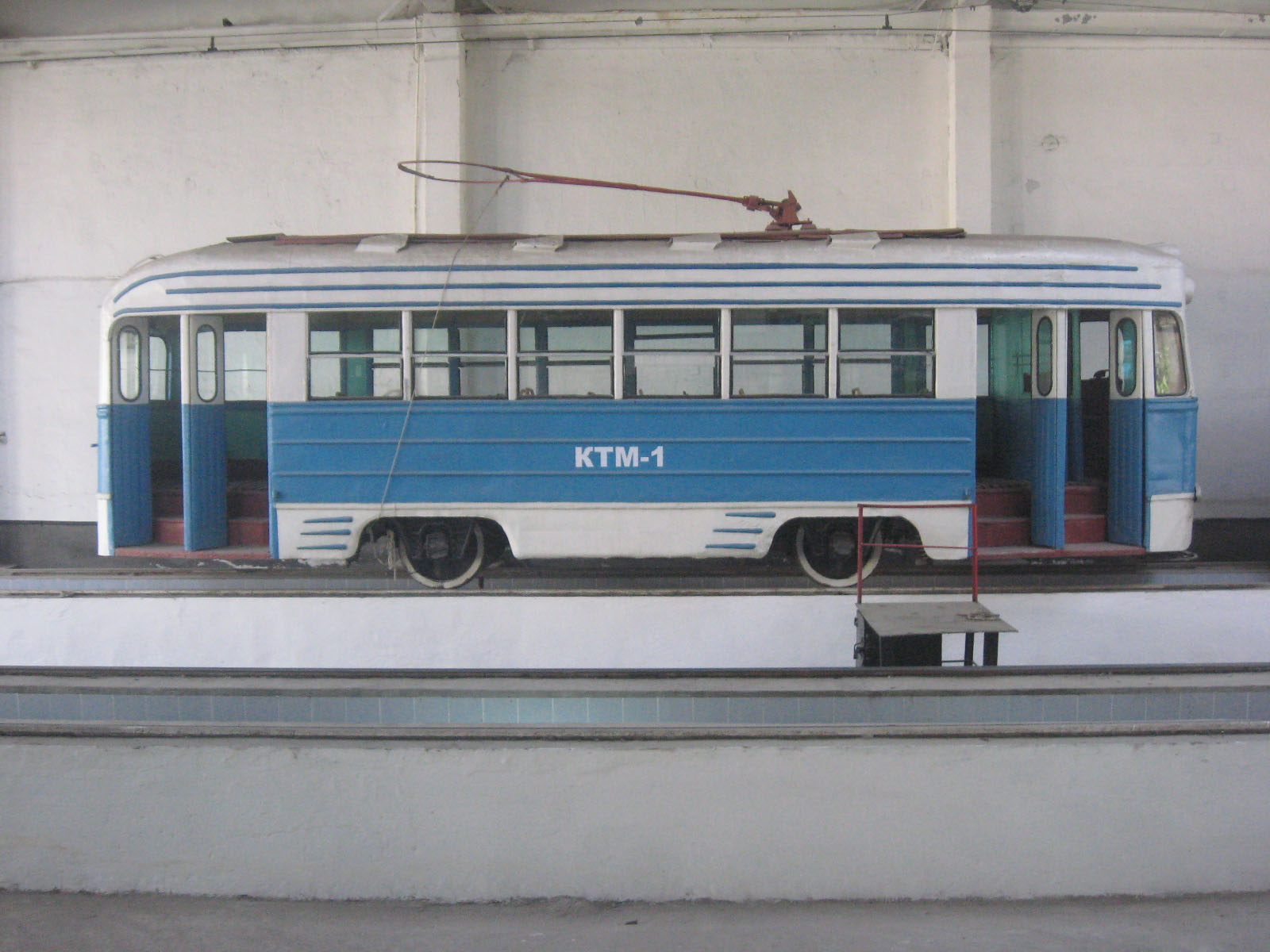
Музейний вагон КТМ-1 у Ташкенте, знищений у 2012 році.

В даний час збереглося 9 вагонів цієї моделі:
- в Москві КТМ-1+КТП-1 відновлені до ходового стану. До 1999 року були пам'ятниками в Тулі[7];
- в Архангельську як пам'ятник[8] (поставлено після закриття трамвайного руху у 2004 році, у 2012 році розпочато його реставрацію на судноремонтному заводі);
- в Кам'янському як пам'ятник на території  депо № 1;
- в Кемерово як пам'ятник на території Трамвайного парку № 1[9];
- в Новосибірську як пам'ятник[10] (у листопаді 2014 року виїжджав на вулиці міста в рамках святкування 80-річчя трамвайного руху[11]);
- в Одесі службовий двокабінний вагон-буксир відреставрований у 2013 році і є ходовим музейним вагоном[12];
- в Пермі як пам'ятник встановлено вагон, перевезений в 2013 році з Краснотур'їнська[13];
- у Ташкенті існує реплікар іншого вагона на базі КТМ-1[14];
- в Томську зберігся кузов вагона КТП-1 з бортовим номером 518[15];
- в Ярославлі з 2012 року проходить реставрацію вагон, придбаний з Іваново[16][17].

## Спецвагони на базі КТМ-1
На базі вузлів та агрегатів вагона КТМ-1 промисловістю випускався ряд спецвагонів, наприклад снігоочисник ГС-4 та рейкошліфувальний вагон РС-3.